# Gals
Gals (Bernerduits: Gaus; Frans: Chules) is een gemeente en plaats in het Zwitserse kanton Bern, en maakt deel uit van het district Seeland.
Gals telt 731 inwoners.